# بهروز جمشیدی
بهروز جمشیدی (زاده ۱ شهریور ۱۳۵۱ - ایذه) کشتی‌گیر فرنگی اهل ایران است. او در بازی‌های آسیایی ۱۹۹۸ در بانکوک رتبهٔ چهارم آسیا را به دست آورد و در بازی‌های المپیک تابستانی ۲۰۰۴ نیز برای تیم ملی کشتی فرنگی ایران به زمین رفت اما مدال نگرفت.